# VMG 27
La Volksmaschinengewehr 27 o VMG 27 era una mitragliatrice leggera della Repubblica di Weimar, progettata da  Heinrich Vollmer.

## Storia
Nel 1916 Heinrich Vollmer iniziò a lavorare al progetto di una mitragliatrice leggera. L'arma ottenuta, inizialmente conosciuta come MG Vollmer, venne poi ridenominata VMG 27. Nel 1927 Vollmer ottenne il brevetto sul sistema di chiusura dell'arma.
Negli anni successivi Vollmer sviluppò con la Mauser Werke la mitragliatrice MV 31 (Mauser-Vollmer 1931); offerta all'ispettorato tedesco per le armi (Inspektion für Waffen und Gerät, IWG), ma dopo i test non fu adottata in servizio. Quest'arma adottava un sistema di cambio rapido della canna e caricatore a tamburo.
Il progetto venne riesumato alla fine della seconda guerra mondiale come disperato tentativo dell'industria tedesca di fornire una mitragliatrice semplice da costruire per il Volkssturm, la milizia popolare che avrebbe dovuto difendere il suolo tedesco negli ultimi mesi di guerra.
Sono sopravvissuti due esemplari di VMG 27, uno conservato al Wehrtechnische Studiensammlung Koblenz ed uno al Vojenský historický ústav Praha.

## Tecnica
Era composta da solo 78 parti, mentre la mitragliatrice leggera standard dell'epoca, la MG 08/15, consisteva in 383 componenti. L'azione era basata sul principio del corto rinculo con otturatore rotante, che impegnava dei recessi elicoidali nella culatta. L'arma era alimentata da un piccolo caricatore a tamburo da 50 colpi, inserito inferiormente al castello.